# 거트루드 스타인
거트루드 스타인(Gertrude Stein, 1874년 2월 3일 ~1946년 7월 27일)은 미국의 작가, 시인이다. 펜실베이니아주에서 출생, 1902년 런던으로 건너갔고, 다음해 파리로 건너가 살았다.

## 개요
이른바 《로스트 제너레이션》의 이름을 붙인 장본인이며, 파리에 있는 그의 살롱에서 많은 작가와 화가들이 모였다. <3인의 여성>(1908), <미국인의 형성>(1925) 등 소설과, 자서전 <앨리스 B. 토클라스의 자서전>(1933), 시집 등이 있으며, '자동 기술(autobiography)'이라 일컬어지는 새로운 문체로써 알려졌다.

## 작품
- <3인의 여성> (Three Lives)(1908)
- <미국인의 형성> (The Making of Americans)(1925)
- <앨리스 B. 토클라스의 자서전> (Alice B. Toklas and its precursors)(1933)

## 같이 보기
- 로스트 제너레이션
- 비트 제너레이션